# Royal Opera House Muscat
Het Royal Opera House Muscat (ROHM) is Oman's belangrijkste lokatie voor muziek, kunst en cultuur. Het operagebouw ligt aan de Sultan Qaboos-straat in de wijk Shati Al-Qurm in de hoofdstad Muscat. Het Royal Opera House werd gebouwd in opdracht van Sultan Qaboos van Oman en is een weerspiegeling van de unieke, hedendaagse Omaanse architectuur. Er kunnen maximaal 1.100 mensen in het operacomplex aanwezig zijn. Het operacomplex bestaat uit een concertzaal, een auditorium, formele aangelegde tuinen, een culturele markt met winkels, luxe restaurants en een kunstcentrum voor muziek-, theater- en operaproducties.

## Geschiedenis
Sultan Qaboos bin Said Al Said, de heerser van Oman ten tijde van de bouw van de opera, was altijd al een liefhebber van klassieke muziek en kunst. In 2001 gaf de sultan opdracht tot de bouw van een operagebouw. Aanvankelijk heette het “Huis van de Muzikale Kunsten”, maar uiteindelijk werd de naam “Royal Opera House Muscat” gekozen. Het operagebouw, gebouwd door Carillion Alawi, was het eerste ter wereld dat was uitgerust met het interactieve multimedia-schermsysteem Mode23 van Radio Marconi. Het werd officieel geopend op 12 oktober 2011 met een productie van de opera Turandot, gedirigeerd door de Spaanse tenor Plácido Domingo.

## Prominente gasten
Het operahuis beleefde een indrukwekkend eerste seizoen, met optredens van Plácido Domingo, Andrea Bocelli en sopraan Renée Fleming. Ook waren er optredens van cellist Yo Yo Ma en het London Philharmonic Orchestra, het American Ballet Theatre met een productie van Don Quichot, de Paul Taylor Dance Company, met de uitvoering van Het Zwanenmeer door het Mariinsky Ballet en trompettist Wynton Marsalis met het New Yorkse Jazz at Lincoln Center Orchestra. Er traden ook enkele Arabische artiesten op in het operagebouw, zoals Majida El Roumi. Verder werd er een eerbetoon gebracht aan de legendarische Arabische zanger Um Kalthoum. In maart 2013 trad het Indiase vioolicoon L. Subramaniam op in het operagebouw. Hij beschreef het orkest als het enige orkest in het Midden-Oosten dat volledig uit muzikanten uit de regio bestond.

## Galerij

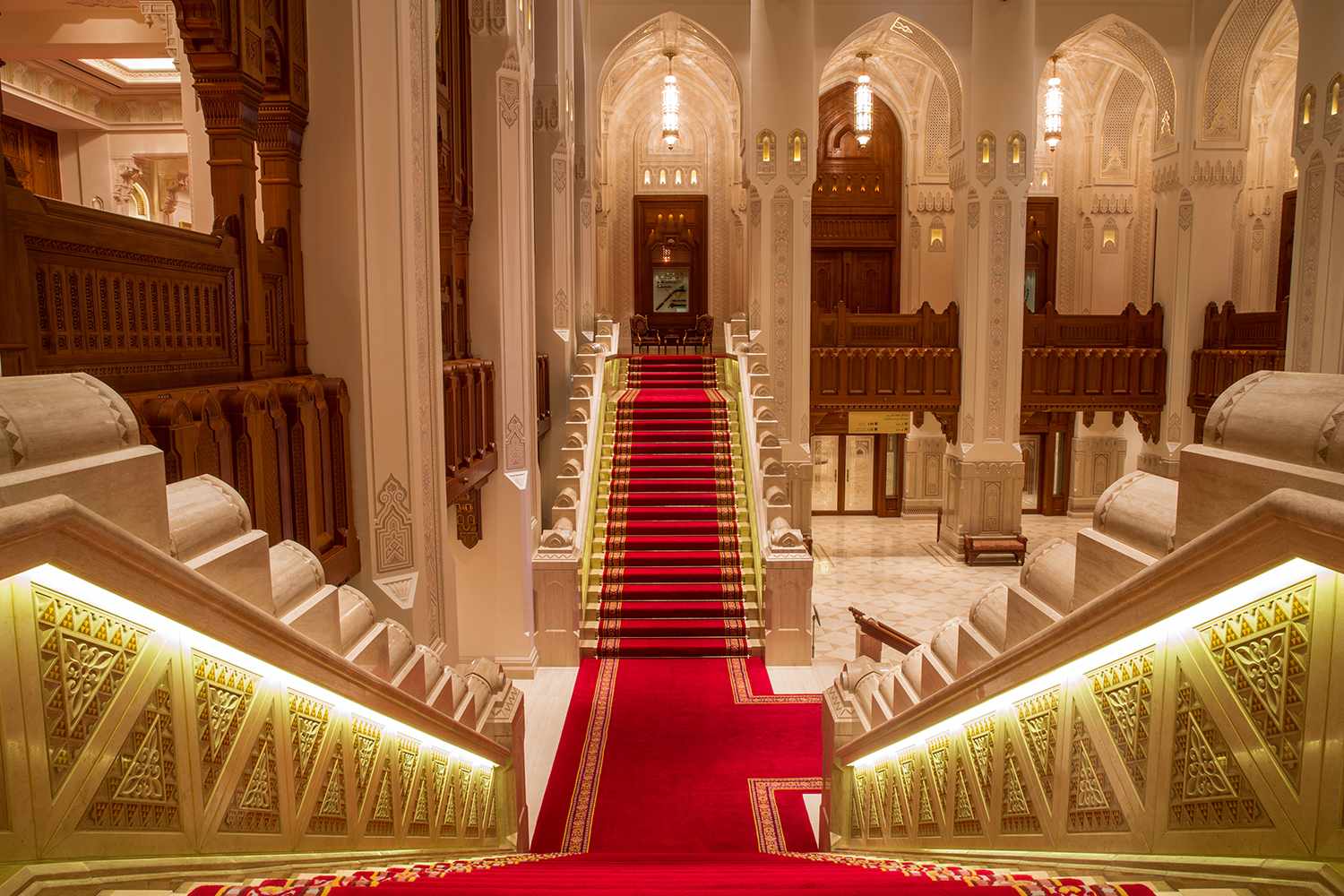
De hoofdlobby van ROHM
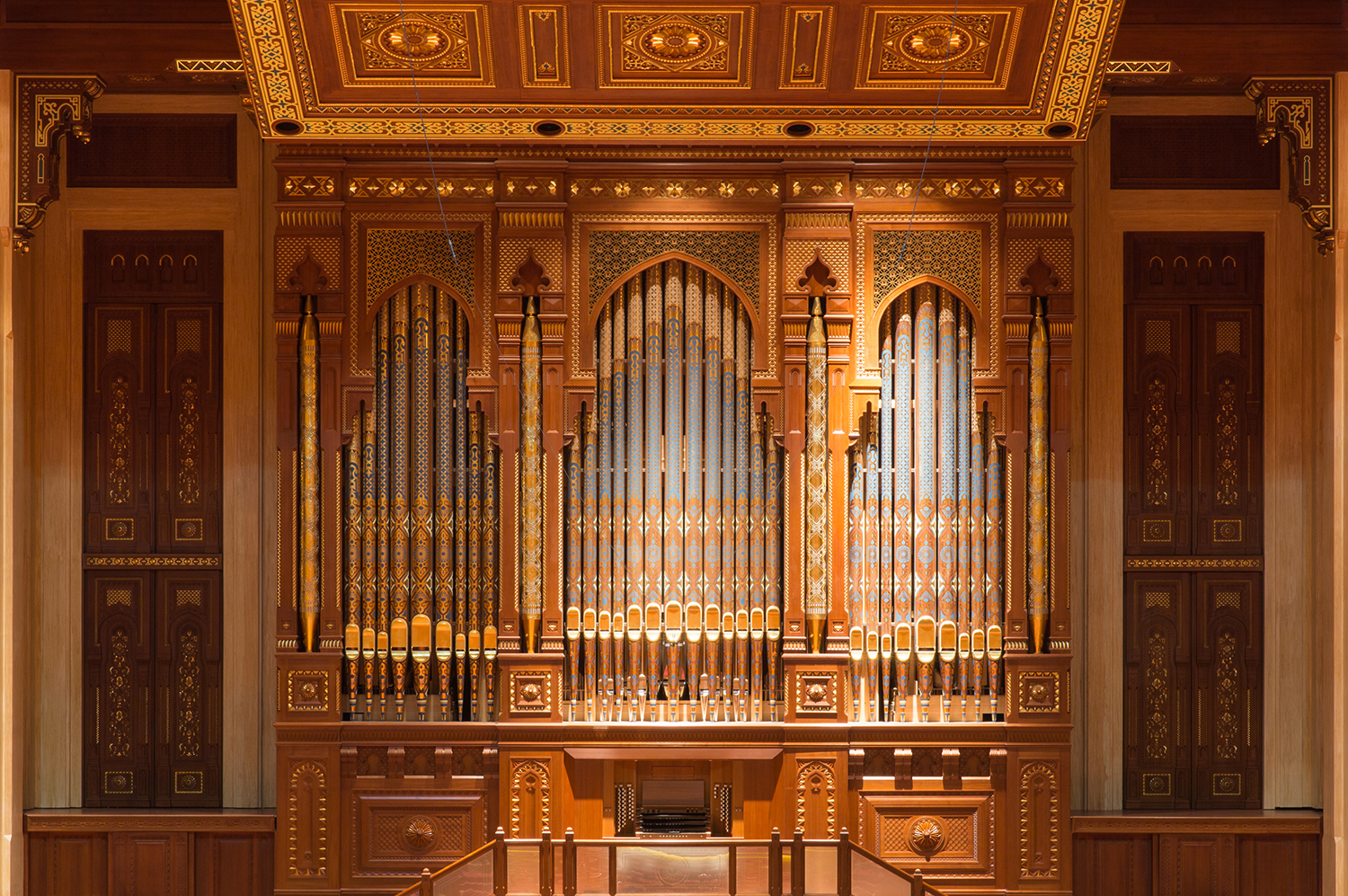
Het pijporgel van ROHM
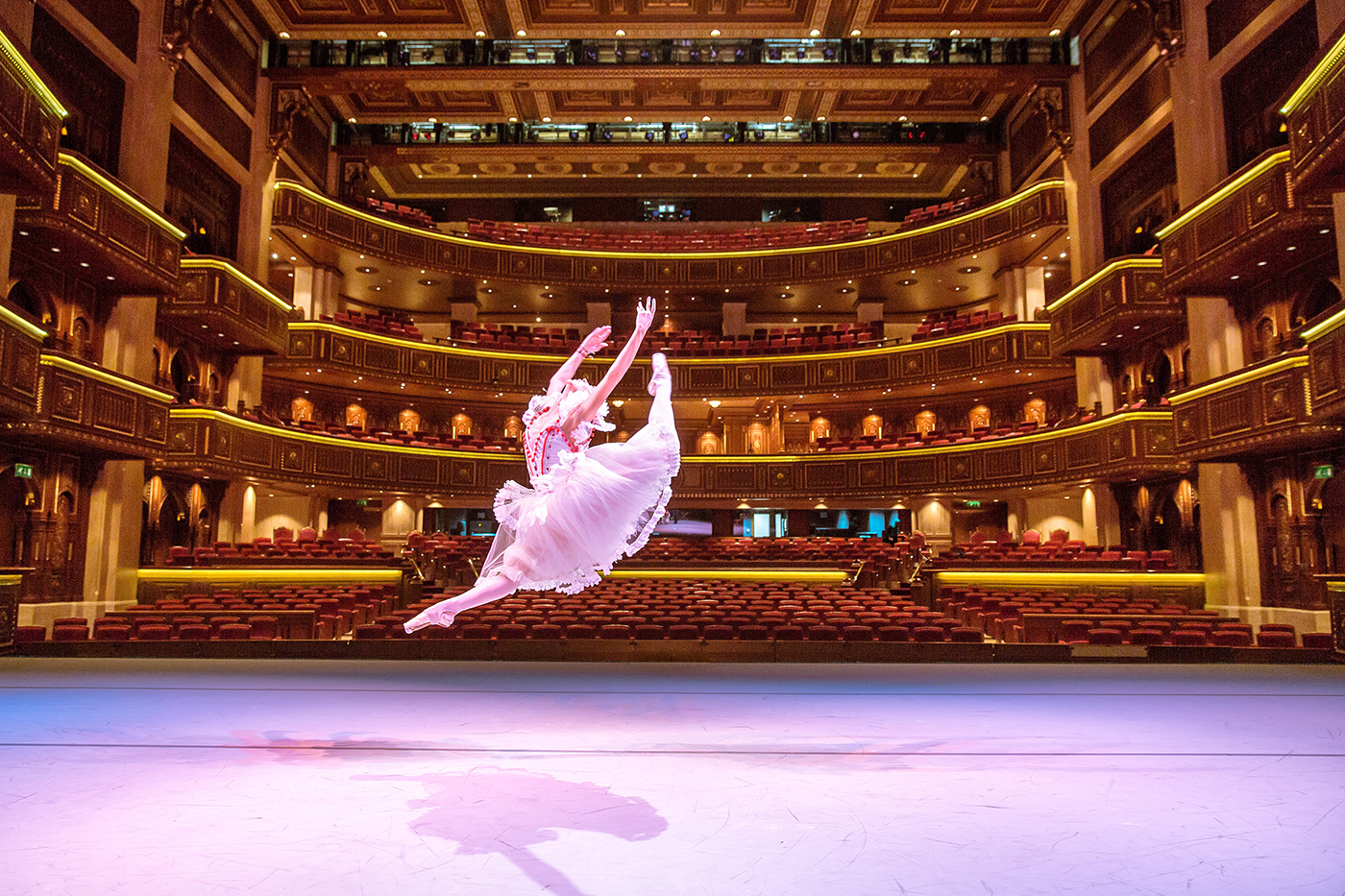
Cubaans Nationaal Ballet repeteert op het podium van ROHM
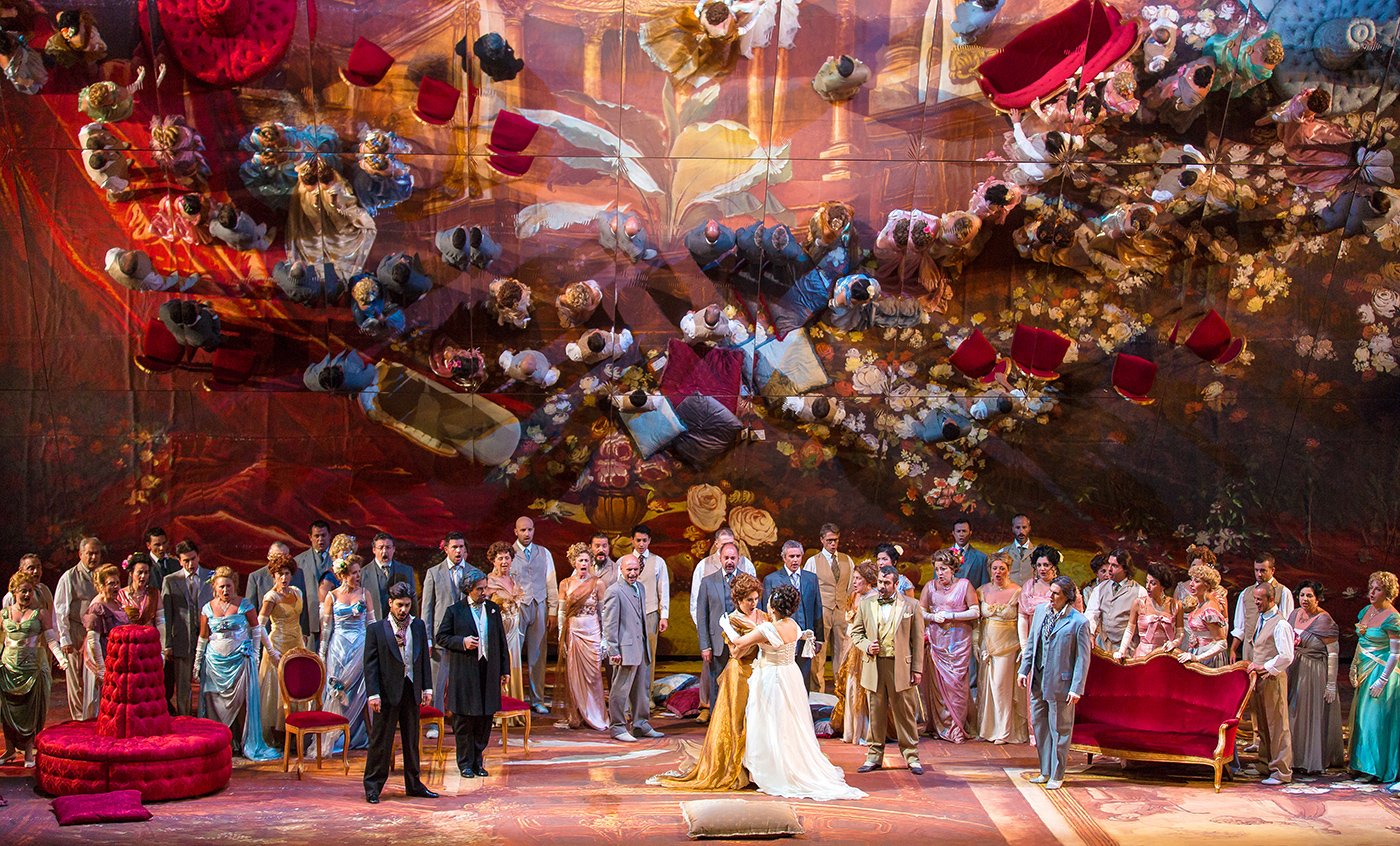
La traviata, opera van Giuseppe Verdi, oktober 2013
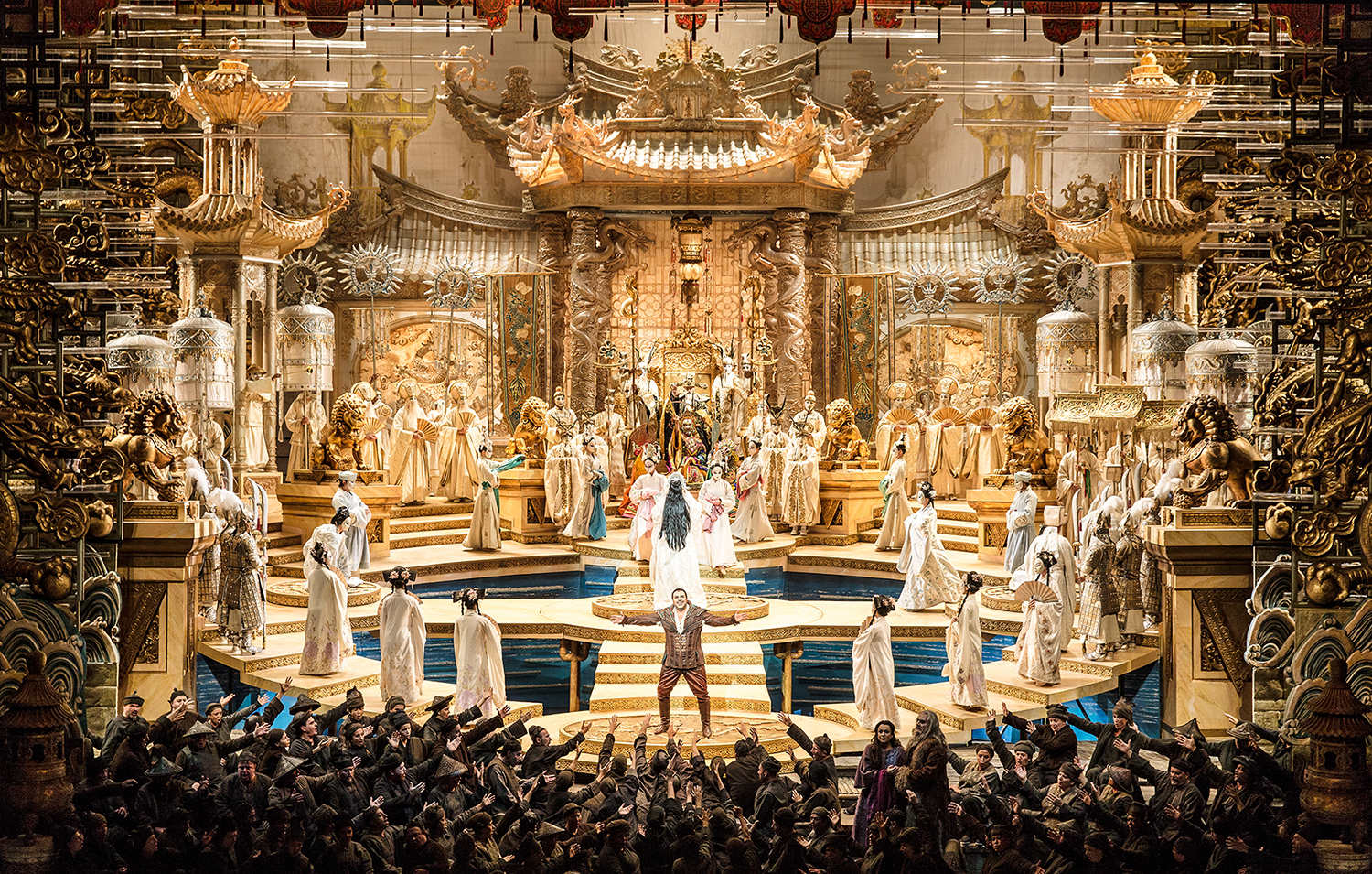
Turandot, opera van Giacomo Puccini op het podium van het Royal Opera House Muscat
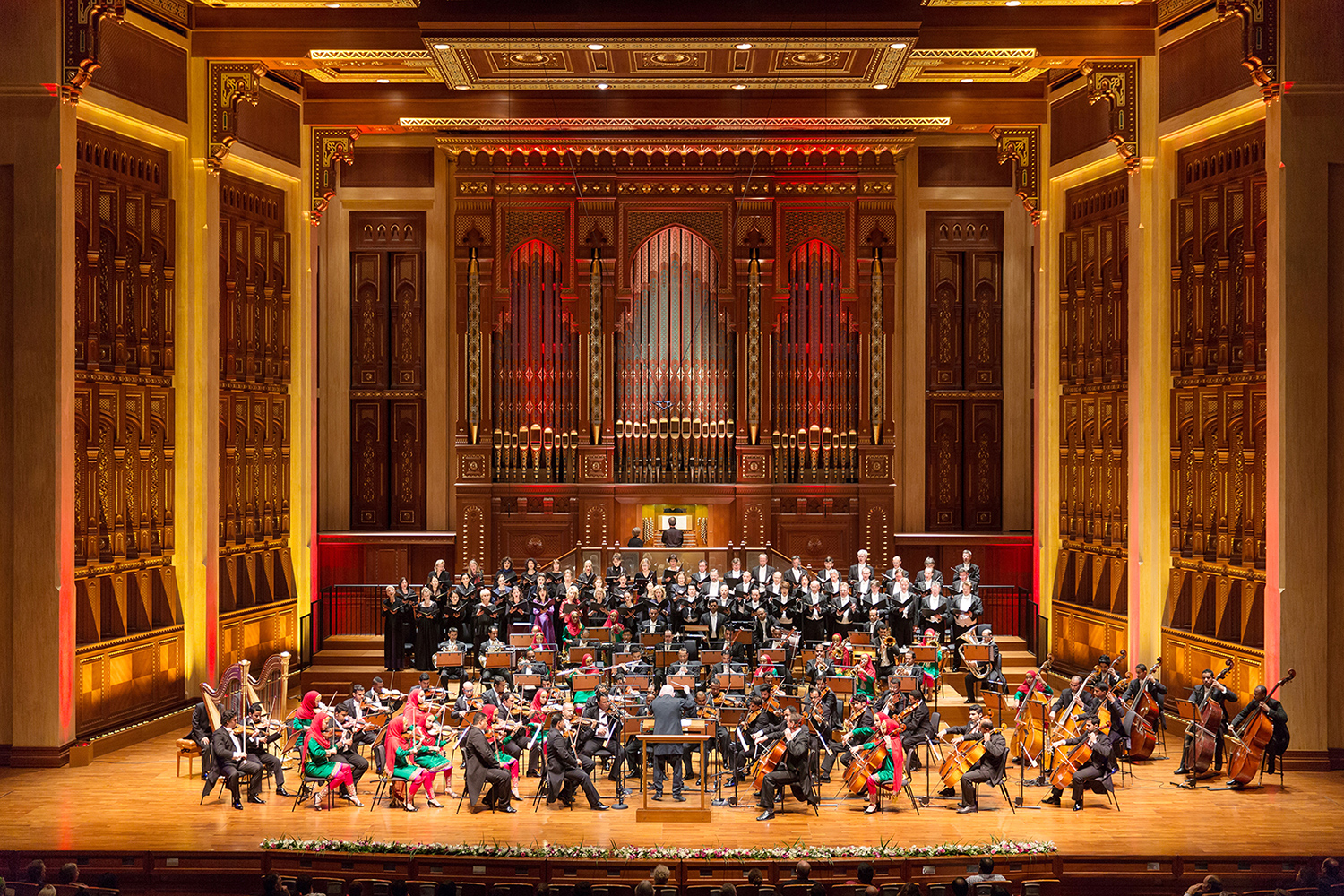
Pijporgelconcert met het Royal Oman Symphony Orchestra